# Стів Кловз
Стівен Кіт Кловз (англ. Stephen Keith Kloves; нар. 18 березня 1960) — американський сценарист відомий адаптацією романів для серії фільмів про Гаррі Поттера та комедійної драми «Вундеркінди».

## Біографія
Кловз народився в Остіні, штат Техас, зростав у Саннівейлі, штат Каліфорнія, де закінчив Фрімонтську середню школу. Навчався в Каліфорнійський університет у Лос-Анджелесі, але покинув на третьому році, коли його не прийняли у кіношколу. Під час неоплачуваної практики на голлівудського агента він привернув увагу до свого сценарію, який він назвав «Swings». Це призвело до створення «Наввипередки з місяцем» (1984).
Кловз написав сценарій фільму «Знамениті брати Бейкер», який став його режисерським дебютом. Після років намагань продати проєкт у Голлівуді, стрічка нарешті зрушила з мертвої точки і вийшла 1989 року. Його наступна режисерська робота «Плоть від плоті» (1993) провалилася у прокаті. Після цього Кловз покинув писати на три роки.
Усвідомлюючи, що він повинен забезпечувати свою сім'ю, Стівен почав писати кіноадаптацію роману Майкла Шабона «Вундеркінди». Кловз відмовився від пропозиції стати режисером картини, воліючи бути режисером тільки власних робіт. Його сценарій був номінований на «Золотий глобус» і премію «Оскар».
У переліку можливих адаптацій студії Warner Bros. Кловза зацікавила книга «Гаррі Поттер і філософський камінь». Він написав сценарії для чотирьох перших фільмів франшизи. Після перерви (сценарій до п'ятого фільму написав Майкл Голденберг) Кловз повернувся, щоб написати сценарій шостої, сьомої та восьмої частин.

## Фільмографія
| Рік  | Українська назва                                | Оригінальна назва                             | Посада             | Примітки |
| ---- | ----------------------------------------------- | --------------------------------------------- | ------------------ | --- |
| 1984 | «Наввипередки з місяцем»                        | Racing with the Moon                          | Сценарист          | |
| 1989 | «Знамениті брати Бейкер»                        | The Fabulous Baker Boys                       | Режисер/сценарист  | Сазерленд Трофі Номінація–Премія національної спілки кінокритиків за найкращий сценарій Номінація–Премія Спілки кінокритиків Нью-Йорка у категорії Найкращий новий режисер Номінація–Премія Гільдії сценаристів США за найкращий сценарій |
| 1993 | «Плоть до плоті»                                | Flesh and Bone                                | Режисер Сценарист  | |
| 2000 | «Вундеркінди»                                   | Wonder Boys                                   | Сценарист          | Премія Спілки кінокритиків Бостона за найкращий сценарій Кінопремія «Вибір критиків» за найкращий адаптований сценарій Премія Спілки кінокритиків Лас-Вегаса за найкращий адаптований сценарій USC Scripter Award Номінація–Премія «Оскар» за найкращий адаптований сценарій Номінація–Премія БАФТА за найкращий адаптований сценарій Номінація–Премія Асоціації кінокритиків Чикаго за найкращий сценарій Номінація–Золотий глобус за найкращий сценарій Номінація–Премія Кола кінокритиків Лондона за найкращий адаптований сценарій року Номінація–Премія Асоціації кінокритиків Лос-Анджелеса за найкращий сценарій Номінація–Премія Національної спілки кінокритиків за найкращий сценарій Номінація–Премія Спілки онлайн-кінокритиків за найкращий сценарій Номінація–Премія Спілки кінокритиків Фенікса за найкращий адаптований сценарій Номінація–Премія Гільдії сценаристів США за найкращий адаптований сценарій |
| 2001 | «Гаррі Поттер і Філософський камінь»            | Harry Potter and the Philosopher's Stone      | Сценарист          | Номінація–Дитяча премія БАФТА у категорії Найкращий повнометражний фільм Номінація–Премія «Г'юго» за найкращу драматичну постановку |
| 2002 | «Гаррі Поттер і Таємна кімната»                 | Harry Potter and the Chamber of Secrets       | Сценарист          | Номінація–Дитяча премія БАФТА у категорії Найкращий повнометражний фільм Номінація–Премія «Г'юго» за найкращу драматичну постановку (довга форма) |
| 2004 | «Гаррі Поттер і В'язень Азкабану»               | Harry Potter and the Prisoner of Azkaban      | Сценарист          | Номінація–Премія «Г'юго» за найкращу драматичну постановку (довга форма) Номінація–Премія «Сатурн» за найкращий сценарій |
| 2005 | «Гаррі Поттер і Келих вогню»                    | Harry Potter and the Goblet of Fire           | Сценарист          | Номінація–Премія «Г'юго» за найкращу драматичну постановку (довга форма) Номінація–Премія «Сатурн» за найкращий сценарій |
| 2009 | «Гаррі Поттер і Напівкровний Принц»             | Harry Potter and the Half-Blood Prince        | Сценарист          | |
| 2009 | «Незрівнянний містер Фокс»                      | Fantastic Mr. Fox                             | Особлива подяка    | |
| 2010 | «Гаррі Поттер і Смертельні реліквії: Частина 1» | Harry Potter and the Deathly Hallows — Part 1 | Сценарист          | Номінація–Премія «Г'юго» за найкращу драматичну постановку (довга форма) |
| 2011 | «Гаррі Поттер і Смертельні реліквії: Частина 2» | Harry Potter and the Deathly Hallows — Part 2 | Сценарист          | Номінація–Премія «Г'юго» за найкращу драматичну постановку (довга форма) Номінація–Премія Спілки кінокритиків Сан-Дієго за найкращий адаптований сценарій |
| 2012 | «Нова Людина-павук»                             | The Amazing Spider-Man                        | Сценарист          | разом із Джеймсом Вандербільтом і Елвіном Сарджентом |
| 2016 | «Фантастичні звірі і де їх шукати»              | Fantastic Beasts and Where to Find Them       | Продюсер           | |
| 2018 | «Фантастичні звірі: Злочини Ґріндельвальда»     | Fantastic Beasts: The Crimes of Grindelwald   | Продюсер           | |
| 2018 | «Книга джунглів: Початок»                       | Jungle Book                                   | Продюсер           | |
| 2022 | «Фантастичні звірі: Таємниці Дамблдора»         | Fantastic Beasts and Where to Find Them       | Сценарист Продюсер | |